# Isidora Sekulić
Isidora Sekulić (srp. Исидора Секулић; Mošorin, 16. veljače 1877. – Beograd, 5. travnja 1958.) je srpska književnica. 
Rođena je 16. veljače 1877. godine podno Titelskog brijega, u bačkom selu Mošorinu kod Titela. Djetinjstvo je provela u Zemunu, Rumi i Novom Sadu. Školovala se u Novom Sadu (Viša djevojačka škola), Somboru i Budimpešti. Radila je kao gimnazijska nastavnica u Pančevu, Šapcu i Beogradu.
Pisala je novele, književnu kritiku, eseje i putopise. Karakterizira ih impresionistički duh, lirski psihologizam i bogatstvo asocijacija. Značajna djela su joj dnevničko-pripovjedni prozni tekst "Saputnici" (1913.), putopis "Pisma iz Norveške" (1914.) te "Kronika palanačkog groblja" (I–II, 1940. – 58.), zbirka priča o vojvođanskim ambijentima na prijelazu iz 19. u 20. stoljeće. Posebno su eruditski eseji i kritike s temama iz engleske, francuske i nordijskih književnosti, skupljeni u knjigama "Analitički trenuci" (1941.) i "Teme" (1941.).
Za života je stekla uvažavanje kao najobrazovanija i najumnija Srpkinja svog vremena. Govorila je nekoliko jezika, i poznavala više kultura i područja umjetničkog izražavanja. Prevodila je s njemačkog, engleskog i ruskog (Emerson, Wilde, Poe, Dostojevski). Kao književnica, prevoditeljica i interpretatorica književnih djela ponirala je u samu suštinu srpskog narodnog govora i njegovog umjetničkog izraza, smatrajući govor i jezik kulturnom smotrom naroda.
Umirovljena je 1931. godine. Izabrana je za dopisnu članicu Srpske kraljevske akademije 16. veljače 1939., a za redovnu članicu Srpske akademije znanosti i umjetnosti 14. studenog 1950., kao prva žena akademik. Umrla je 5. travnja 1958. godine u Beogradu.
Odbor akademika SANU-a ju je 1993. godine uvrstio na popis sto najznačajnijih Srba.

## Vanjske poveznice
- Intervju s Isidorom Sekulić
- Isidora Sekulić na Myserbia.net[neaktivna poveznica]